# پرنده ایتابورای
پرنده ایتابورای (نام علمی: Itaboravis) نام یک سرده از راسته کاکل‌پیشانی‌سانان است.